# Jordavsöndring
En  jordavsöndring, eller endast avsöndring, var äldre metod att bilda fastighet i Sverige. Lagstiftningen kring detta har varierat, men var periodvis tillåtet fram till början av 1900-talet.  Under vissa tider var jordavsöndring otillåtet eftersom det riskerade att bilda gårdar som inte var självförsörjande.    
Till skillnad från andra metoder krävdes mindre byråkrati: gränserna reglerades ofta via köpekontrakt istället för exakt uppmätning av lantmäteriet med råmärken och fastigheten tilldelades inget eget mantal. Istället kom köparen överens med ägaren av stamfastigheten om ett årligt belopp för att bidra med sin andel till skattekostnaderna - vilket upphörde i och med den skattereform då skatteunderlaget slutade baseras på mantal.    
Även om det var länge sedan denna sorts fastighetsbildning var tillåten, existerar det fastigheter som har bildats på detta sätt, vilket ibland kan vålla problem om fastighetsgränserna är otydligt beskrivna, exempelvis gräns i vatten. I de fall gränserna behöver bestämmas exakt tolkas köpekontrakt och övriga handlingar och även vad fastigheten ursprungliga användningsområde var om inga tydliga gränsmarkeringar gjordes.    